# Golpe de Estado en Honduras de 1963
El golpe de Estado en Honduras del 3 de octubre de 1963 terminó con la sustitución del presidente constitucional Villeda Morales y el nombramiento de Oswaldo López Arellano como mandatario interino en Honduras.

## Situación del gobierno durante el mandato de Villeda Morales

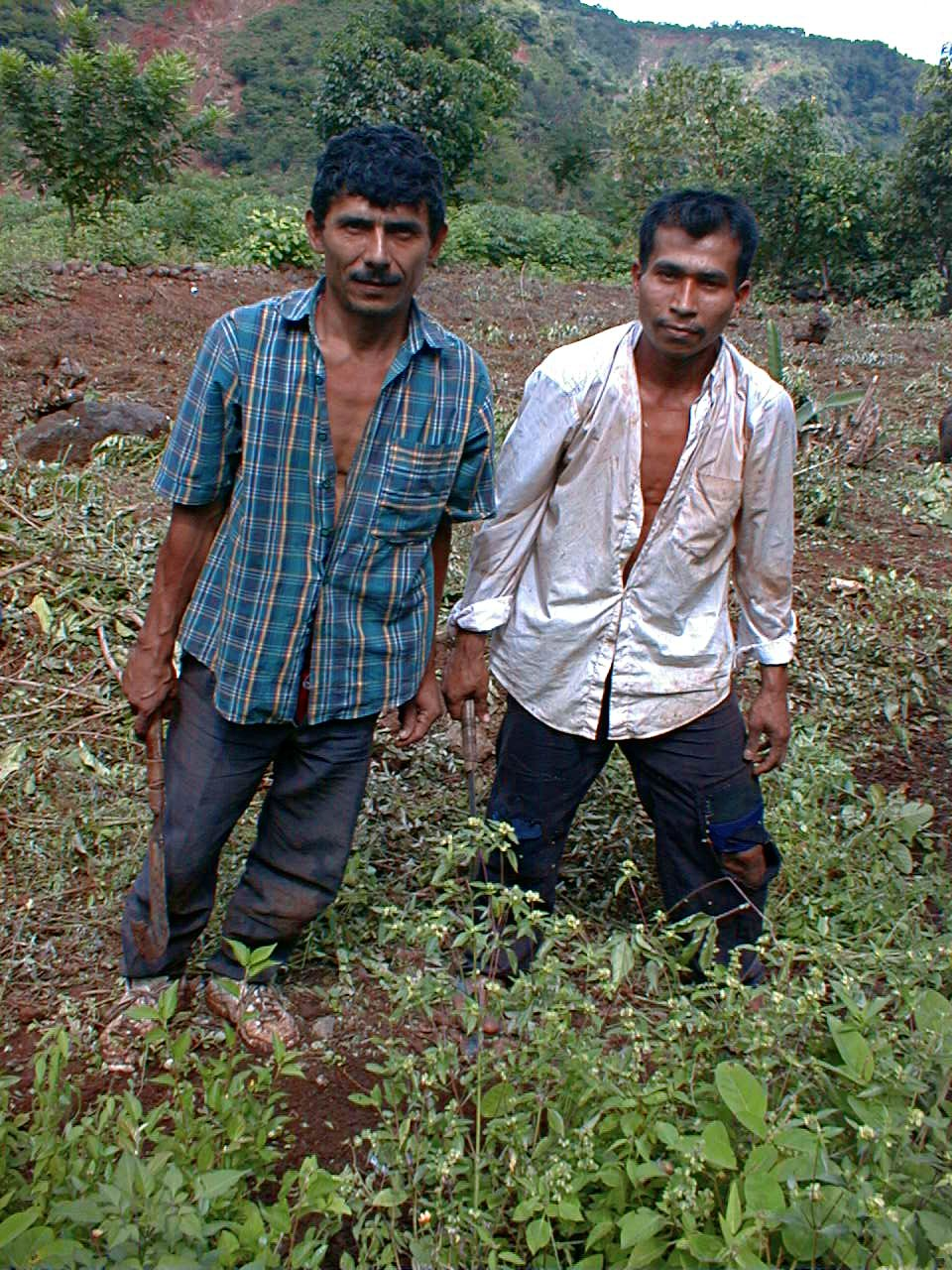
Agricultores hodureños.

Villeda Morales fue elegido presidente el 21 de diciembre de 1957, su mandato debía durar hasta el 21 de diciembre de 1963, pero pocos días antes del término del mandato, un cuartelazo lo sacó del poder el día 3 de octubre de 1963.
El presidente de la Asamblea Nacional Legislativa y Constituyente era Modesto Rodas Alvarado, durante su periodo se creó la Constitución de Honduras de 1957, en la que se cambió la constitución anterior creada durante el gobierno de Tiburcio Carias Andino, de esta forma se pasaba a una nueva constitución en la que se prohibía la reelección presidencial.

## Causas
El objetivo de la conspiración era prevenir que el Doctor Modesto Rodas Alvarado llegase al poder, ya que su ideología no estaba de acuerdo con las transnacionales bananeras estadounidenses y con algunos empresarios.

## Desarrollo
El Golpe de Estado en Honduras del 3 de octubre de 1963 fue perpetrado por oficiales de las Fuerzas Armadas de Honduras, el Coronel de Aviación Oswaldo López Arellano fue mandatario interino en Honduras después del golpe.

## Eventos después del Golpe de Estado
El doctor Modesto Rodas Alvarado fue exiliado del país, mediante traslado en avión hacía Costa Rica, el Congreso Nacional fue disuelto y se declaró sin efecto la Constitución de Honduras de 1957.